# NTT DC REIT
NTT DC REITは、NTTデータグループがスポンサーを務める、シンガポール証券取引所（SGX）上場のREIT（不動産投資信託）である（S-REIT）。

## 概要
データセンター特化型のREITであり、2025年7月14日にシンガポール証券取引所に上場した。
NTTデータグループによる立ち上げ時の物件譲渡総額は2,295億円（1,500百万米ドル）で、同社は譲渡益総額1,443億円（943 百万米ドル）を計上した（1ドル＝153 円で換算）。

## ポートフォリオ
立ち上げ時点で、6物件、鑑定評価額16億米ドル、総電力容量90.7MWの規模。
- CA1 - 米国 北カリフォルニア サクラメント
- CA2 - 米国 北カリフォルニア サクラメント
- CA3 - 米国 北カリフォルニア サクラメント
- VA2 - 米国 北バージニア アッシュバーン
- VIE1 - オーストリア ウィーン
- SG1 - シンガポール